# SFO-Millbrae Line

Kaart van het BART-netwerk op weekdagen en zaterdag overdag. De SFO-Millbrae Line is paars gekleurd.

De SFO-Millbrae Line is een van de zes metrolijnen van het Bay Area Rapid Transit-netwerk (BART), dat San Francisco met de rest van de Bay Area verbindt. De lijn is een pendeldienst tussen de internationale luchthaven van San Francisco en Millbrae. De lijn werd geopend op 22 juni 2003 maar werd al op 9 februari 2004 weer opgeheven als zelfstandige lijn. Door een herziening van de lijnen begin 2004 werd de verbinding tussen het vliegveld en Millbrae afwisselend door andere lijnen onderhouden.
Sinds 11 februari 2019 is er weer sprake van een zelfstandige lijn die met de kleur paars op de kaarten is aangegeven. 

## Stations
| Station     | Lijnen | Foto * | Type           | Geopend      | Ligging                         | County    |
| ----------- | ------ | ------ | -------------- | ------------ | ------------------------------- | --------- |
| SFO Airport |        | 1120 ! | viaductstation | 22 juni 2003 | 37° 36′ 59″ NB, 122° 23′ 28″ WL | San Mateo |
| Millbrae    |        | 1130 ! | maaiveld       | 22 juni 2003 | 37° 36′ 1″ NB, 122° 23′ 13″ WL  | San Mateo |

* De sorteerwaarde van de foto is de ligging langs de lijn